# Clodagh Rodgers
Clodagh Rodgers   (Warrenpoint, 5 de març de 1947 - Cobham, 18 d'abril de 2025) va ser una cantant i actriu anglesa retirada. Va ser representant del Regne Unit al Festival d'Eurovisió el 1971.

## Biografia
Va debutar amb tretze anys com a telonera del cantant Michael Holliday. Amb el suport del seu pare, va signar un contracte amb Decca el 1962 i va tenir un èxit relatiu amb el seu senzill de debut «Believe Me, I'm No Fool». El disc va fer que aparegués a la pel·lícula Just For Fun de 1963. L'any següent amb el segon senzill, «Powder Your Face With Sunshine», va participar al film It's All Over Town. Després va gravar alguns senzills més, amb els quals no va recollir gaire èxit. El 1968 es va casar amb el que seria el seu mànager i Kenny Young li va escriure la cançó «Come Back and Shake Me», que va ser tot un èxit; el single va quedar entre els cinc primers de les llistes britàniques. A partir d'aquí van aparèixer altres senzills força exitoses. Poc després va ser elegida representant del Regne Unit al Festival de la Cançó d'Eurovisió 1971, celebrat a Irlanda, amb la cançó «Jack in the Box». El país guanyador fou Mònaco, mentre que Rodgers acabà en quarta posició amb 98 punts. Malgrat no obtenir la victòria al festival, la cançó va assolir èxit. Amb tot, el següent senzill, «Lady Love Bug», no va tenir el mateix resultat comercial i la cantant va orientar-se a un tipus de música pop més madura i sofisticada, amb «It's different now» (1972) i «You are my Music» (1973), d'influència country, però no va captar l'atenció del públic. A partir d'aquest moment, Rodgers va dedicar-se principalment al teatre, i esporàdicament va participar en produccions discogràfiques o, per cortesia, en programes de ràdio.
Posteriorment es va retirar del món de l'entreteniment per raons familiars i va viure a Sussex. Es va casar dues vegades, primer amb el seu mànager, i a la mort d'aquest amb el baixista Ian Sorbie. Tingué dos fills.

## Discografia

### Àlbums
| Nom                    | Data | Segell  | Ref.  |
| ---------------------- | ---- | ------- | ----- |
| Clodagh Rodgers        | 1969 | RCA     | [ 3 ] |
| Midnight Clodagh       | 1969 | RCA     | [ 3 ] |
| Rodgers & Heart        | 1971 | RCA     | [ 3 ] |
| It's Different Now     | 1972 | RCA     | [ 3 ] |
| Come Back And Shake Me | 1973 | RCA     | [ 3 ] |
| You Are My Music       | 1973 | RCA     | [ 3 ] |
| Save Me                | 1977 | Polydor | [ 3 ] |

### Senzills
| Nom                                           | Data | Segell    | Ref.  |
| --------------------------------------------- | ---- | --------- | ----- |
| Believe Me I'm No Fool                        | 1962 | Decca     | [ 6 ] |
| Sometime Kind Of Love                         | 1963 | Decca     | [ 6 ] |
| To Give My Love To You                        | 1963 | Decca     | [ 6 ] |
| Mister Heartache                              | 1964 | Decca     | [ 6 ] |
| Wanting You                                   | 1965 | Columbia  | [ 6 ] |
| Every Day Is Just The Same                    | 1966 | Columbia  | [ 6 ] |
| Stormy Weather                                | 1966 | Columbia  | [ 6 ] |
| Play The Drama To The End                     | 1968 | RCA       | [ 6 ] |
| Rhythm of Love                                | 1968 | RCA       | [ 6 ] |
| Come Back And Shake Me                        | 1969 | RCA       | [ 6 ] |
| Goodnight Midnight                            | 1969 | RCA       | [ 6 ] |
| Biljo                                         | 1969 | RCA       | [ 6 ] |
| Everybody Go Home The Party's Over            | 1970 | RCA       | [ 6 ] |
| Wolf                                          | 1970 | RCA       | [ 6 ] |
| Jack In The Box                               | 1971 | RCA       | [ 6 ] |
| Lady Love Bug                                 | 1971 | RCA       | [ 6 ] |
| It's Different Now                            | 1972 | RCA       | [ 6 ] |
| You Are My Music                              | 1972 | RCA       | [ 6 ] |
| Carolina Days                                 | 1973 | RCA       | [ 6 ] |
| Get It Together                               | 1974 | RCA       | [ 6 ] |
| That's The Way I've Always Heard It Should Be | 1974 | RCA       | [ 6 ] |
| Saturday Sunday                               | 1974 | Pye       | [ 6 ] |
| Save Me                                       | 1976 | Polydor   | [ 6 ] |
| Incident At The Roxy                          | 1977 | Polydor   | [ 6 ] |
| Put It Back Together                          | 1977 | Polydor   | [ 6 ] |
| Loving Cup                                    | 1977 | Polydor   | [ 6 ] |
| Love Is Deep Inside Of Me                     | 1978 | Polydor   | [ 6 ] |
| I Can't Afford That Feeling Anymore           | 1980 | Precision | [ 6 ] |
| Person To Person                              | 1980 | Precision | [ 6 ] |